# Clusia hexacarpa
Clusia hexacarpa är en tvåhjärtbladig växtart som beskrevs av Henry Allan Gleason. Clusia hexacarpa ingår i släktet Clusia och familjen Clusiaceae. Inga underarter finns listade i Catalogue of Life.